# Alfred Salomon (NS-Opfer)
Alfred Salomon (geboren 1. April 1919 in Bochum; gestorben 29. Oktober 2013 ebenda) war ein Überlebender des Holocaust. Nach seiner Verhaftung im Jahre 1943 wurde er in mehrere Konzentrationslager deportiert. Nach Kriegsende kehrte er in seine Heimatstadt Bochum zurück, wo er die neue Jüdische Gemeinde Bochum-Herne-Hattingen mit aufbaute und sich für den Bau einer neuen Synagoge engagierte.

## Biographie

### Jugend
Alfred Salomon war der Sohn von Elfriede (geb. Watermann, 1883–1944) und Georg Salomon (1883–1942); er hatte zwei Halbbrüder (Erwin und Lutz) aus der ersten Ehe der Mutter (sie war verwitwet) sowie eine Schwester, Ingeborg (1924–2008). Sein Onkel war der radsportbegeisterte Bochumer Kaufmann Moritz Lindau (1877–1942). Die gutsituierte Familie war jüdisch-liberal und führte eine Gaststätte sowie eine Metzgerei, zunächst in einem Bochumer Arbeiterviertel, später in der Innenstadt. Die Gaststätte diente zahlreichen Bochumer Vereinen bis 1933 als Stammlokal. Nach dem Schulabschluss begann Salomon eine Metzgerlehre in einem christlichen Betrieb in Herne mit dem Ziel, später das Familiengeschäft zu übernehmen. Die SA hatte auf der anderen Straßenseite ihr Stammlokal; als man dort erfuhr, dass Salomon Jude war, zwang man den Meister, seinen jüdischen Lehrling zu entlassen.
Schon mit sechs Jahren wurde Salomon Mitglied im Radrennverein Westfalia 1895, der nicht konfessionell gebunden war. Als Jugendlicher nahm er erfolgreich an Bahn- und Straßenrennen teil. Nach der Einführung des Arierparagraphen im Jahre 1933, der den Ausschluss jüdischer Mitglieder vorschrieb, versuchte Salomons Verein, die Vorschriften zu umgehen. Bis 1935 fuhr er weiterhin Rennen unter dem falschen Namen „Bonn“, dem Nachnamen seiner Halbbrüder; seine Mannschaftskameraden wussten Bescheid und deckten ihn.

### Verfolgung und Gefangenschaft
Zur Zeit des Nationalsozialismus wurde Salomon Opfer der NS-Judenverfolgung. Bei den Novemberpogromen 1938 entging er in Bochum nur knapp einer Verhaftung, nachdem er von seinem früheren Schulrektor auf der Straße gewarnt worden war und dessen Tochter ihn in einen Zug nach Berlin geschmuggelt hatte. Dort konnte er bei Verwandten wohnen und als Elektriker in einem Unternehmen arbeiten, in dem sowohl die Inhaber (der Chef war SA-Obersturmbannführer) als auch die Kollegen wussten, dass er Jude war. Er lernte seine künftige Frau Edith Glückmann kennen und heiratete sie 1940; der Plan war, nach Paraguay auszuwandern, was durch eine Eheschließung erleichtert worden wäre. Der Plan misslang aber, nachdem sich die teuer erworbenen Visen als gefälscht herausgestellt hatten.
Im Jahr 1943 wurden die Eheleute Salomon festgenommen und nach Auschwitz deportiert. Edith Salomon wurde sofort nach ihrer Ankunft ermordet, Alfred Salomon wurde als Elektriker im KZ Auschwitz III Monowitz und bei den Buna-Werken der I.G. Farben eingesetzt. Er war dort den Werksarbeitern unterstellt, wodurch er zu den privilegierten Häftlingen gehörte, die auch bessere Verpflegung erhielten. Im Januar 1945 wurde das Lager geräumt, die Häftlinge auf einen Todesmarsch geschickt und Salomon über Buchenwald ins KZ Langenstein-Zwieberge gebracht.
Nach seiner Befreiung kehrte Salomon 1945 nach Bochum zurück, nachdem er zuvor von einer jüdischen Organisation in Brüssel betreut worden war. Er kam zunächst bei einem früheren Gesellen seines Vaters unter. Seine Eltern waren wie seine Frau im Holocaust ermordet worden. Einer seiner Brüder befand sich in einem Kibbuz in Dänemark und wanderte nach Palästina aus, der andere war nach Argentinien gelangt. Die Schwester Ingeborg hatte mit dem letzten Kindertransport der Lehrerin Else Hirsch England erreicht. Dort heiratete sie 1943 Erwin Bleiwiss Belik (?–2012), einen jüdischen Soldaten aus Tschechien, mit dem sie nach Kriegsende nach Prag ging, wo ihr Mann das Textilunternehmen der Familie übernahm. Als nach der kommunistischen Machtübernahme in der Tschechoslowakei die Probleme für den Firmeninhaber Belik immer größer wurden, floh die Familie 1952 nach Israel, wo Inge Belik 2008 starb.

### Nach 1945

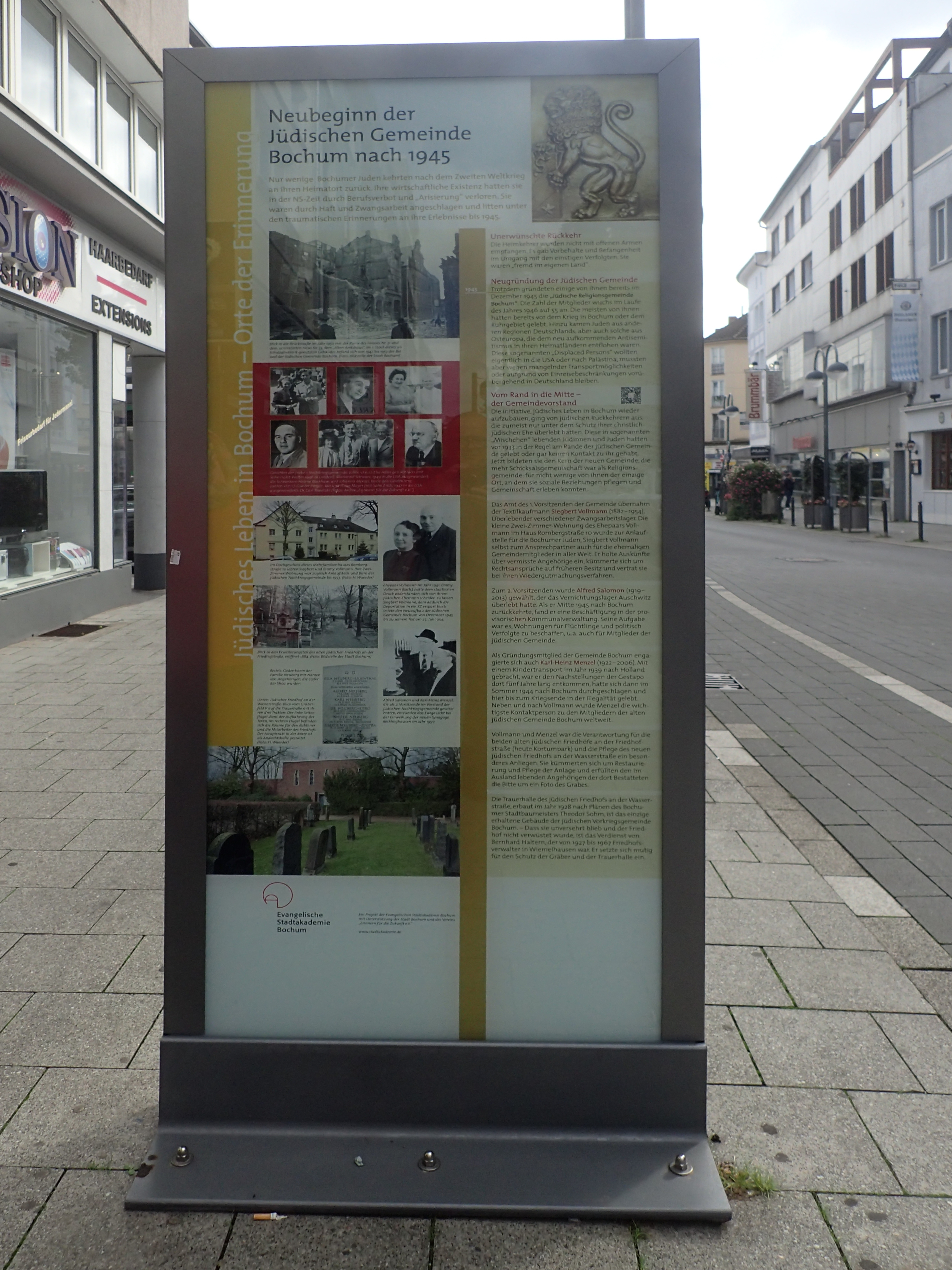
Infotafel in Bochum zur Neugründung der jüdischen Gemeinde nach 1945

Als Alfred Salomon Mitte 1945 nach Bochum zurückkehrte – psychisch und physisch stark geschädigt –, fand er eine Tätigkeit in der zu diesem Zeitpunkt noch provisorischen Kommunalverwaltung. Seine Aufgabe bis 1948 war es, Wohnungen für Flüchtlinge und politisch Verfolgte sowie für Mitglieder der jüdischen Gemeinde zu beschaffen. In einem Wiedergutmachungsverfahren vertrat er die im Ausland lebenden Kinder seines ermordeten Onkels Moritz Lindau. Nach seiner Tätigkeit bei der Stadt machte er mehrere erfolglose Versuche, sich selbständig zu machen.
Im Juni 1946 beschloss der Bochumer Stadtrat, Alfred Salomon von Rennen zu Rennen die Radrennbahn Bochum zu verpachten, die sein Onkel Moritz Lindau mitfinanziert hatte. Der Rennfahrer Walter Lohmann hatte ihn dazu ermuntert. 1947 fanden mindestens neun Renntage statt. Von 1948 bis 1950 erhielt er einen Vertrag über drei Jahre, um den er gebeten hatte, da er plante, an der Rennbahn eine Gastwirtschaft und ein Hotel zu eröffnen. Er verpflichtete sich, jährlich mindestens sieben Rennen auszurichten. Die Radrennbahn rentierte sich nur bedingt, da das Wetter Rennen auf der offenen Bahn immer wieder verhinderte. An Pfingsten 1949 organisierte Salomon eine Boxveranstaltung auf der Radrennbahn mit dem Bochumer Boxer Walter Neusel, die aber defizitär war. Schließlich häufte sich eine fünfstellige Summe an Schulden auf, sodass die Radrennbahn ab 1950 anderweitig verpachtet wurde. Er erschien „als ein Getriebener“, der über den ökonomischen Erfolg sich selbst und anderen habe beweisen wollen, dass er es schaffen könne, so der Historiker Ernst-Albrecht Plieg. Schließlich wechselte er mit Erfolg in die Privatwirtschaft, was ihm ermöglicht habe, „mit Frau und Kind in der deutschen Gesellschaft der 1950er Jahre Fuß zu fassen“.
Im Sommer 1945 lebten in Bochum knapp 20 Menschen jüdischen Glaubens. Salomon ging 1947 mit Margret „Medy“ Scholz eine zweite Ehe ein; im Jahr darauf bekam das Paar einen Sohn, Axel (1948–2013). Er wirkte bis 1950 daran mit, als 2. Vorsitzender neben Siegbert Vollmann die jüdische Gemeinde in Bochum wieder aufzubauen. Anfang der 1990er Jahre entstand durch den Zuzug von Juden aus der damaligen Sowjetunion der Plan, in Bochum wieder eine Synagoge zu erbauen. Salomon war es, der zur Eröffnung der Synagoge im Dezember 2007 als Erster das Wort ergreifen durfte: „Ich wünsche mir, dass alles gut geht.“ Er wurde Ehrenmitglied der jüdischen Gemeinde Bochum-Herne-Hattingen.
Viele Jahre lang schwieg Alfred Salomon über den Verlust von Frau, Eltern und weiteren Familienangehörigen sowie seine weiteren Erlebnisse im NS-Staat. 1996 erklärte er sich bereit, seine Lebenserinnerungen von der USC Shoah Foundation filmisch dokumentieren zu lassen.
Alfred Salomon starb 2013 im Alter von 94 Jahren in Bochum, wenige Monate nach dem Tod seines einzigen Sohnes. Er war das letzte lebende Mitglied der alten jüdischen Gemeinde Bochums.

## Erinnerung
Die Kinder von Elfriede und Georg Salomon ließen zur Erinnerung an ihre Eltern eine Gedenktafel am Grab der Großeltern Mina und August Watermann auf dem Jüdischen Friedhof Bochum anbringen. Am 4. November 2004 wurden im Beisein von Alfred Salomon für seine Eltern und für seinen Onkel Fritz Watermann Stolpersteine vor dem Haus Annastr. 21 (früher Königstraße) in Bochum-Mitte verlegt.

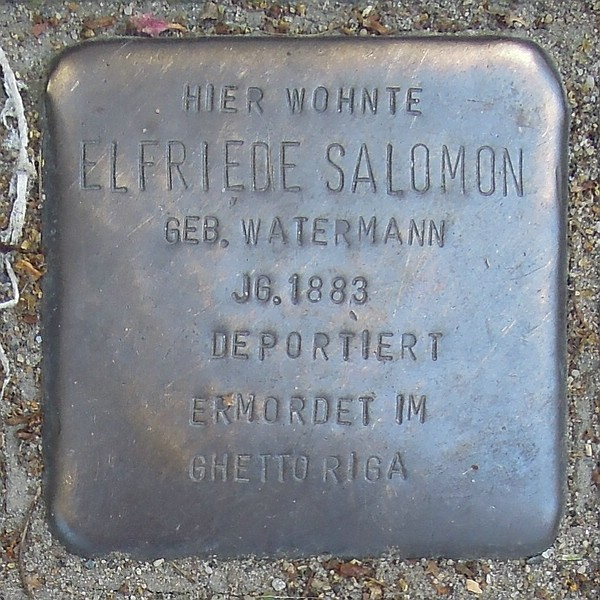
Elfriede Salomon
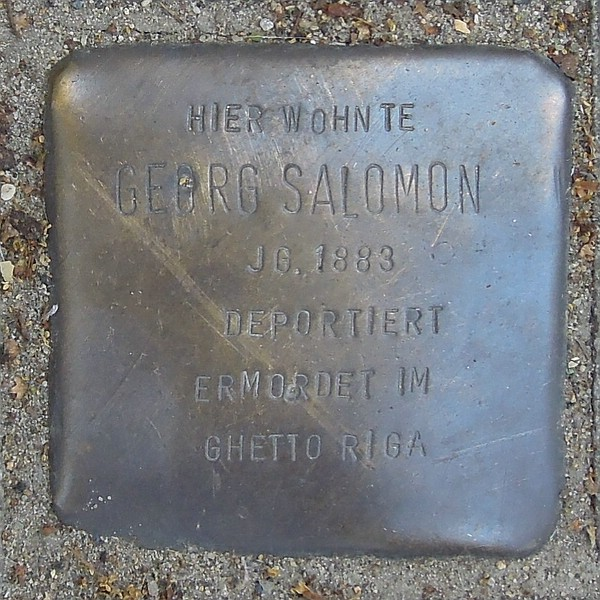
Georg Salomon
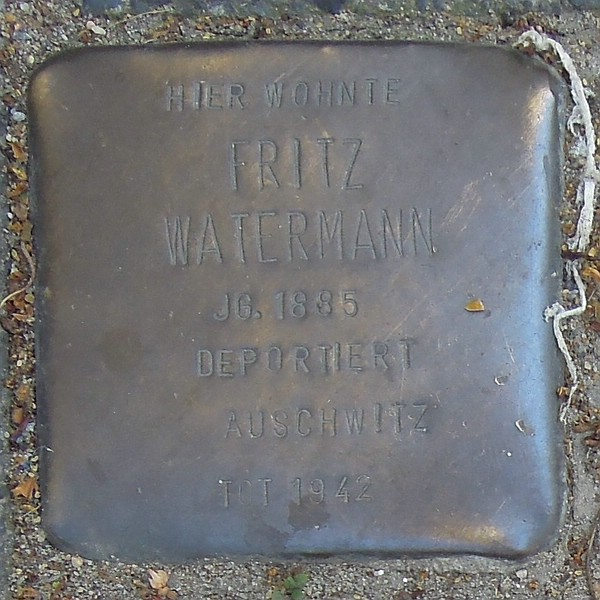
Fritz Watermann